# Secretariatul Națiunilor Unite
Secretariatul Națiunilor Unite (franceză Secrétariat des Nations unies) este unul dintre cele șase organe majore ale Națiunilor Unite, celelalte fiind (a) Adunarea generală; (b) Consiliul de Securitate; (c) Consiliul Economic și Social; (d) defunctul Consiliul de Tutelă; și (e) Curtea Internațională de Justiție. Secretariatul este forul executiv al Națiunilor Unite. Secretariatul are un rol important în stabilirea agendei pentru organele deliberative și de decizie ale ONU (Adunarea Generală, Consiliul Economic și Social și Consiliul de Securitate) și punerea în aplicare a deciziei acestor organe. Secretarul general, care este numit de Adunarea Generală, este șeful secretariatului .

Mandatul secretariatului este unul larg. Dag Hammarskjöld, cel de-al doilea secretar general al Organizației Națiunilor Unite, și-a descris puterea astfel: „Națiunile Unite sunt ceea ce națiunile membre au făcut-o, dar în limitele stabilite de acțiunile guvernamentale și de cooperarea guvernamentală, depinde mult de ceea ce îl face secretariatul. .. [are] capacitate creatoare. Poate introduce idei noi. Poate, în forme adecvate, să ia inițiative. Poate pune în fața guvernelor membre constatări care vor influența acțiunile lor”. Departamentul pentru Afaceri Politice al Națiunilor Unite, care are un rol analog unui minister al afacerilor externe, face parte din secretariat. La fel și departamentul operațiunilor pentru păstrarea păcii a Națiunilor Unite. Secretariatul este sursa principală de analiză economică și politică pentru Adunarea Generală și Consiliul de Securitate; administrează operațiunile inițiate de organele deliberative ale ONU, operează misiuni politice, pregătește evaluări care preced operațiunile de menținere a păcii, numește șefii operațiunilor de menținere a păcii, realizează sondaje și cercetări, comunică cu entități care nu sunt de stat, cum ar fi organizațiile media și neguvernamentale și este responsabil pentru publicarea tuturor tratatelor și acordurilor internaționale.

## Legături externe
- UN Secretariat
- Kofi Annan: strengthening the United Nations, in larger freedom, 21 March 2005.
- United States Department of State – UN Division
- The Four Nations Initiative